# Zona Ruda
Zona Ruda fue un programa de televisión mexicano, dirigida y conducida por Laura G y coconducido por Natalia Alcocer. Se basa en programa estadounidense Zone Tube bajo la licencia de Zodiac Entertainment. La primera temporada se emitió a partir de miércoles 12 de febrero durante el 2014 por el Canal 5 de Televisa, y al finalizar se siguieron retransmitiendo los programas de la temporada uno. La segunda temporada se estrenó 22 de abril de 2015.

## Secciones
Las siguientes secciones se presentaron el 10 de noviembre del 2014.
- Datos: Q20018178